# Allen Crabbe
Allen Lester Crabbe III (Los Angeles, 9 de abril de 1992) é um jogador de basquete profissional norte-americano que atua como ala-armador/ala pelo Minnesota Timberwolves na National Basketball Association (NBA).  Ele jogou basquete universitário pelo California Golden Bears. Ele ganhou as honras de terceiro time All-American em seu primeiro ano, quando ele também foi escolhido como o Jogador do Ano da Conferência Pac-12. Crabbe foi selecionado na segunda rodada do Draft da NBA de 2013.

## Carreira no ensino médio
Crabbe cursou seu ensino médio na Price High School, em Los Angeles, Califórnia, escola fundada por seu avô, Frederick K. C. Price. Enquanto estava na pequena escola, Crabbe foi nomeado como o Jogador do Ano Gatorade da Califórnia, Mr. Basketball no estado, e foi escolhido para o quarto time da Parade All-American, levando a equipe ao título da Divisão IV estadual.

## Carreira na universidade
Um ala-armador de 1,98, Crabbe se comprometeu com o técnico Mike Montgomery para jogar basquete universitário pelo Golden Bears. Em sua primeira temporada, Crabbe teve média de 13,4 pontos e 5,3 rebotes por jogo e foi nomeado como Calouro do Ano da Pac-12.
Antes de seu segundo ano, Crabbe foi nomeado para a lista de observação da pré-temporada para o Prêmio John R. Wooden. Ele tinha uma média de 15,2 pontos e 5,7 rebotes por jogo e manteve-se como um dos melhores arremessadores da conferência, com 39,9% de acerto nos arremessos de três pontos e 84,3% a partir da linha de lance livre. No encerramento da temporada, Crabbe foi nomeado para o primeiro time geral da Conferência Pac-12.
Em seu último ano, foi novamente nomeado para o primeiro time geral da Pac-12, além de ser eleito o Jogador do Ano na mesma conferência. Ele também recebeu reconhecimento nacional com uma nomeação para o terceiro time All-American pelo Sporting News e pela Associação Nacional de Treinadores de Basquete.

### Estatísticas na universidade
| Temporada | Equipe                  | PJ | PTS  | RT  | AS  | BR  | TO  | AP   | 3P   | LL   | MPJ  | TO  |
| --------- | ----------------------- | -- | ---- | --- | --- | --- | --- | ---- | ---- | ---- | ---- | --- |
| 2010-11   | California Golden Bears | 31 | 13,4 | 5,3 | 2,0 | 0,9 | 0,5 | ,446 | ,400 | ,804 | 33,8 | 1,5 |
| 2011-12   | California Golden Bears | 34 | 15,2 | 5,7 | 2,1 | 0,5 | 0,6 | ,431 | ,399 | ,843 | 34,1 | 1,6 |
| 2012-13   | California Golden Bears | 33 | 18,4 | 6,1 | 2,6 | 1,1 | 0,7 | ,459 | ,348 | ,813 | 36,2 | 2,5 |
| Totais    | Totais                  | 98 | 15,7 | 5,7 | 2,2 | 0,9 | 0,6 | ,446 | ,382 | ,818 | 34,7 | 1,9 |

## Carreira profissional

### Portland Trail Blazers (2013–2017)
Em 27 de junho de 2013, o Cleveland Cavaliers selecionou Crabbe como a 31ª escolha geral no Draft da NBA de 2013. Na mesma noite do draft, no entanto, ele foi negociado para o Portland Trail Blazers, em troca de duas escolhas da segunda rodada em drafts futuros. Em 10 de Março de 2014, ele foi designado para o afiliado ao Cavaliers da NBA Development League, o Idaho Stampede. Ele foi chamado para jogar pelo Trail Blazers no dia 16 de Março, transferido para o Idaho no dia 25 de Março, e, novamente, chamado para o Blazers no dia 31 de março.
No dia 11 de novembro de 2014, Crabbe começou o primeiro jogo de sua carreira na NBA, em uma vitória por 102-100 sobre o Charlotte Hornets. Em 11 de abril de 2015, ele marcou 11 pontos, seu recorde na temporada, em uma derrota para o Utah Jazz.
Em 1 de dezembro de 2015, Crabbe marcou seu então recorde na carreira, 18 pontos, em uma derrota no tempo complementar para o Dallas Mavericks. Ele superou essa marca em 21 de dezembro contra o Atlanta Hawks, marcando 19 pontos, e, novamente, com 26 pontos em 26 de dezembro, em uma vitória de 105-76 sobre o Cleveland Cavaliers.
Após a temporada 2015-16, Crabbe tornou-se um agente livre restrito. Em 7 de julho de 2016, ele recebeu uma oferta do Brooklyn Nets de US$75 milhões por um período de quatro anos. O Trail Blazers decidiu igualar a oferta e re-assinou com Crabbe em 13 de julho. Em 8 de janeiro de 2017, ele marcou seu recorde de pontuação na carreira, com 30 pontos na derrota no duplo tempo complementar por 125–124 para o Detroit Pistons, tornando-se o primeiro jogador do Portland a marcar 30 pontos sem começar a partida desde que Jamal Crawford marcou 34 no dia 11 de abril de 2012. No dia 6 de abril de 2017, ele marcou 25 pontos, incluindo oito cestas de 3 pontos, um recorde em sua carreira, na vitória por 105–98 sobre o Minnesota Timberwolves.

### Brooklyn Nets (2017–presente)
Em 25 de julho de 2017, Crabbe foi negociado com o Brooklyn Nets, em troca de Andrew Nicholson. Em sua estreia para o Nets, no primeiro jogo da temporada, em 18 de outubro de 2017, Crabbe marcou 12 pontos na derrota por 140–131 para o Indiana Pacers. Em 7 de fevereiro de 2018, ele marcou 19 dos seus 34 pontos no quarto quarto da derrota do Nets por 115–106 para o Detroit Pistons. Três dias depois, ele converteu oito cestas de 3 pontos e marcou 28 pontos na derrota no duplo tempo complementar por 138–128 para o New Orleans Pelicans. Em 22 de fevereiro de 2018, na derrota por 111–96 para o Charlotte Hornets, Crabbe marcou sua 140ª cesta de 3 pontos da temporada, levando-lhe à posse solitária do sétimo lugar no histórico de uma única temporada do Nets. No dia 8 de março de 2018, ele converteu suas primeiras seis cestas de 3 pontos em uma única partida, e marcou 29 pontos e oito rebotes na vitória de 125–111 sobre o Charlotte Hornets. Em 9 de abril de 2018, no seu 26º aniversário, Crabbe marcou seu novo recorde da carreira, 41 pontos, sendo 20 marcados no primeiro quarto da vitória do Nets sobre o Chicago Bulls. No último jogo da temporada do Nets, em 11 de abril, Crabbe marcou 16 pontos na derrota por 110–97 para o Boston Celtics. Ele converteu cinco arremessos de 3 pontos, aumentando seu recorde em uma única temporada para o Nets para 201 — Deron Williams é o próximo na lista, com 169 em 2012–13.

## Estatísticas da carreira na NBA

### Temporada regular
| Temporada | Equipe                 | PJ  | PI | MPJ  | AP   | 3P   | LL   | RT  | AS  | BR | TO | PPJ  |
| --------- | ---------------------- | --- | -- | ---- | ---- | ---- | ---- | --- | --- | -- | -- | ---- |
| 2013–14   | Portland Trail Blazers | 15  | 0  | 6,7  | ,364 | ,429 | ,750 | ,6  | ,4  | ,1 | ,1 | 2,2  |
| 2014–15   | Portland Trail Blazers | 51  | 9  | 13,4 | ,412 | ,353 | ,750 | 1,4 | ,8  | ,4 | ,3 | 3,3  |
| 2015–16   | Portland Trail Blazers | 81  | 8  | 26,0 | ,459 | ,393 | ,867 | 2,7 | 1,2 | ,8 | ,2 | 10,3 |
| 2016–17   | Portland Trail Blazers | 79  | 7  | 28,5 | ,468 | ,444 | ,847 | 2,9 | 1,2 | ,7 | ,3 | 10,7 |
| 2017–18   | Brooklyn Nets          | 75  | 68 | 29,3 | ,407 | ,378 | ,852 | 4,3 | 1,6 | ,6 | ,5 | 13,2 |
| Carreira  | Carreira               | 301 | 92 | 24,4 | ,439 | ,397 | ,849 | 2,8 | 1,2 | ,6 | ,3 | 9,5  |

### Playoffs
| Temporada | Equipe                 | PJ | PI | MPJ  | AP   | 3P    | LL   | RT  | AS  | BR  | TO | PPJ |
| --------- | ---------------------- | -- | -- | ---- | ---- | ----- | ---- | --- | --- | --- | -- | --- |
| 2015      | Portland Trail Blazers | 2  | 1  | 19.5 | .800 | 1.000 | .000 | 1.5 | .5  | 1.0 | .5 | 5.0 |
| 2016      | Portland Trail Blazers | 11 | 0  | 27.5 | .521 | .429  | .737 | 2.9 | 1.4 | .6  | .1 | 9.5 |
| 2017      | Portland Trail Blazers | 4  | 0  | 23.0 | .375 | .231  | .333 | 3.3 | .5  | .3  | .0 | 5.5 |
| Carreira  | Carreira               | 17 | 1  | 25.5 | .500 | .400  | .682 | 2.8 | 1.1 | .6  | .1 | 8.1 |